# Allohelea pedicellata
Allohelea pedicellata är en tvåvingeart som beskrevs av Wirth 1991. Allohelea pedicellata ingår i släktet Allohelea och familjen svidknott. Inga underarter finns listade i Catalogue of Life.